# Shinsen-en

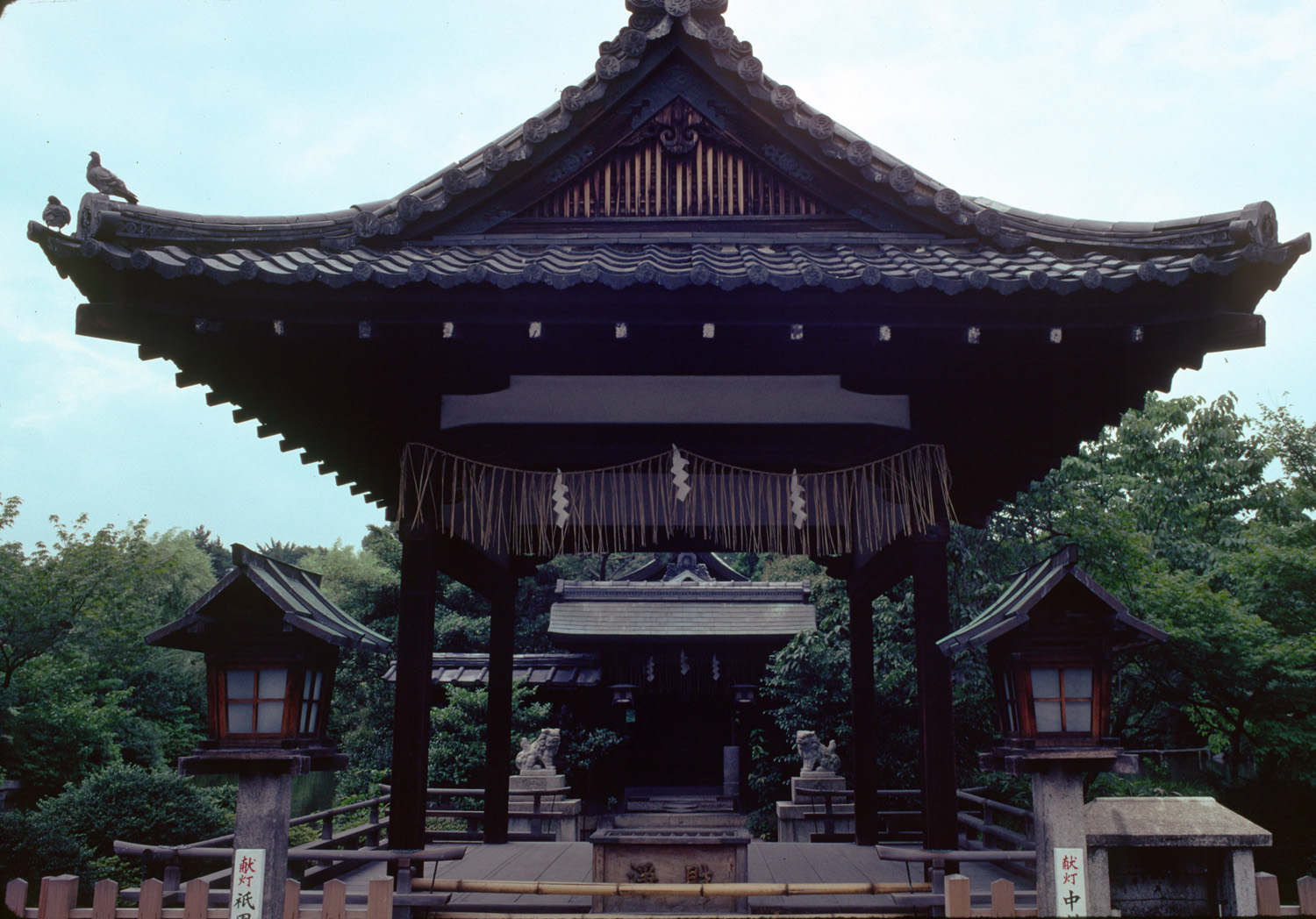
Sanctuaire Zennyo Ryūō.

Le Shinsen-en est un jardin japonais situé à Kyoto, dans l'arrondissement de Nakagyō, au carrefour de la rue éponyme et d'Oike-dōri.
Datant du début de la période Heian, il s'agit du plus ancien jardin de Kyoto. Son nom, « jardin de la source divine », est lié au principal des miracles dont la tradition, en fait l'emplacement : en 824, après une longue sécheresse, le moine Kūkai aurait, par ses prières, fait tomber la pluie et apparaître le dieu dragon Zennyo. Cette anecdote, ainsi que plusieurs autres, relatées dans le Taiheiki et le Konjaku monogatari shū, témoignent du caractère magique que l'histoire du Japon attache à ce lieu ,.
Sa superficie, à l'origine de 260 × 500 m, fut par la suite diminuée de manière conséquente lorsque Tokugawa Ieyasu y fit construire le château de Nijō en 1603. Le site actuel ne comprend plus qu'une petite partie de l'îlot, sur lequel est désormais construit le sanctuaire Zennyo Ryūō, dédié à la déesse dragon de la pluie, et de l'étang, relié à l'île par le pont de Hōsei.

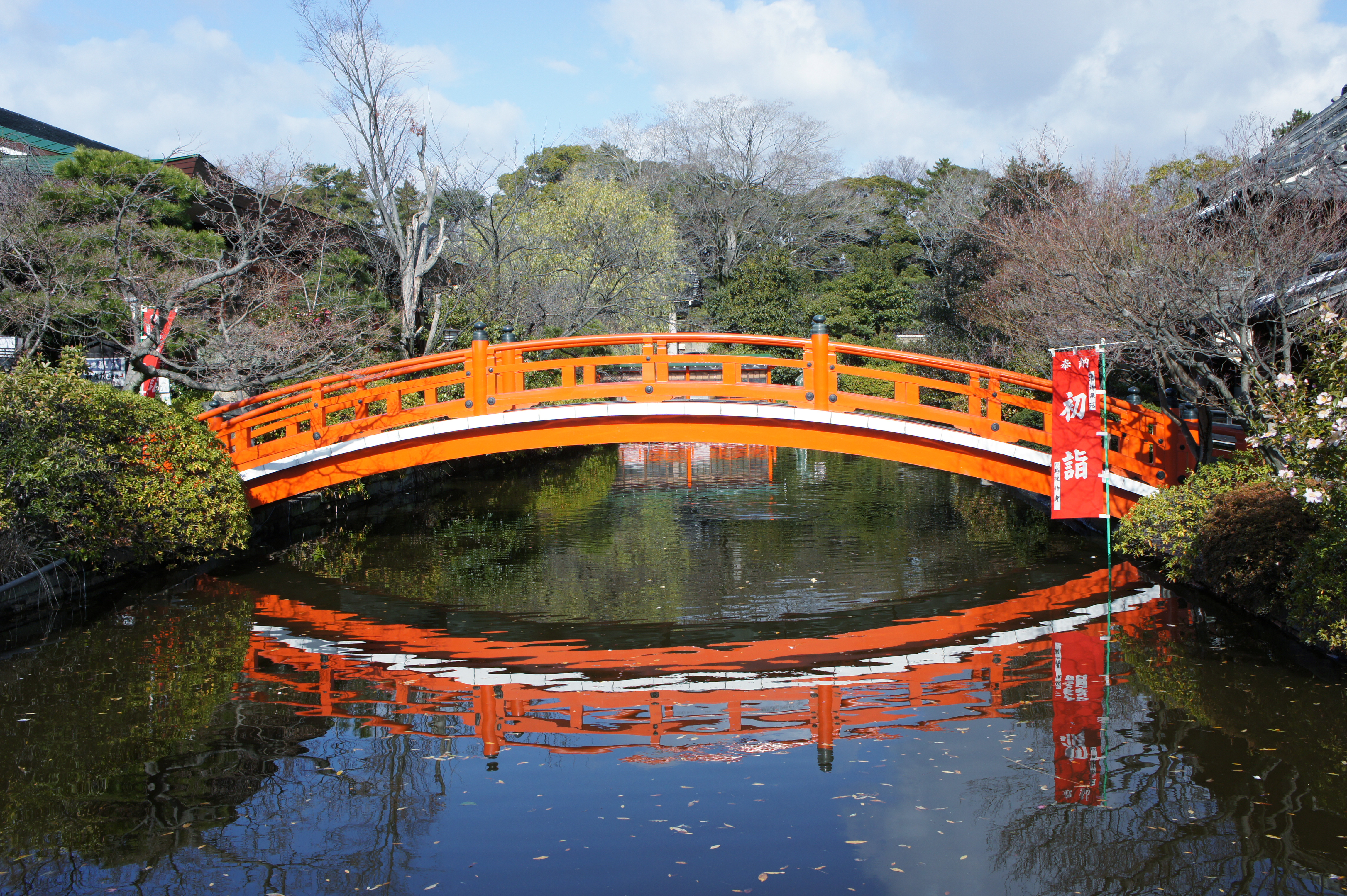
Pont de Hōsei.

Tous les ans s'y tient un festival du 1er au 4 mai.